# Apothème

Un apothème de l'hexagone régulier convexe.

En géométrie plane, l'apothème d'un polygone régulier convexe est le rayon du cercle inscrit dans ce polygone. C'est donc la longueur du segment joignant le centre du polygone au milieu d'un côté (et porté par la médiatrice de ce côté). On utilise aussi le terme apothème pour désigner le segment lui-même. On trouve également le terme d'apothème d'un arc de cercle pour désigner la distance entre le centre du cercle et la corde sous-tendant l'arc.  
En géométrie du solide, l'apothème d'un cône de révolution est la distance du sommet à un point du cercle de base. L'apothème d'une pyramide régulière est la distance du sommet à une des arêtes de sa base.
L’apothème est aussi la mesure physique d'angle et de distance, montrant la concavité d’une surface, si l'on considère que ce cône de révolution est une partie d'une sphère, et donc la mesure de concavité établit un lien de distance entre la surface de la sphère du cône de révolution et le cercle de base en question.[pas clair][réf. nécessaire]
Le mot apothème tire son origine du mot grec apotithénaï signifiant « abaisser », « reposer » d'après hypothema signifiant « base ».

## Formulaire

### Polygone régulier
L'apothème h d'un polygone régulier de côté a à n sommets est égal à :
{\displaystyle {\frac {a}{2\tan(\pi /n)}}.}
On peut également l'exprimer, en fonction de la longueur du rayon ρ du cercle circonscrit, par
{\displaystyle h=\rho \cos(\pi /n),}
puisque c'est la hauteur d'un des triangles isocèles qui constituent le polygone régulier.

### Cône de révolution
L'apothème R d'un cône de révolution peut s'exprimer en fonction de la hauteur h du cône et du rayon r du cercle de base en utilisant le théorème de Pythagore:
{\displaystyle R={\sqrt {h^{2}+r^{2}}}}
Cet apothème est le rayon du disque utilisé dans le patron de la face latéral du cône de révolution.
L'apothème peut aussi s'exprimer à partir de la hauteur h du cône (ou du rayon r de sa base) et du demi-angle au sommet φ
{\displaystyle R={\frac {h}{\cos \varphi }}={\frac {r}{\sin \varphi }}.}

### Pyramide régulière
L'apothème R d'une pyramide régulière de hauteur h et de base un polygone régulier à n côtés inscrit dans un cercle de rayon ρ est :
{\displaystyle R={\sqrt {h^{2}+\rho ^{2}\cos ^{2}(\pi /n)}}.}